# MT Melsungen
MT Melsungen – niemiecki męski klub piłki ręcznej z Melsungen. Występuje w Bundeslidze, mecze w roli gospodarza rozgrywa w Kassel.

## Historia
W latach 1992–2005 drużyna grała w 2. Bundeslidze (w okresie 1999–2005 występowała pod nazwą MSG Melsungen/Böddiger), dwukrotnie kończąc rywalizację na 3. miejscu (w sezonach 1997/1998 i 2003/2004). W sezonie 2004/2005 wygrała 29 z 34 meczów i zajęła w grupie południowej 2. Bundesligi 1. pozycję, wywalczając awans do Bundesligi. W debiutanckim sezonie 2005/2006 w najwyższej klasie rozgrywkowej MT Melsungen zajęło 12. miejsce. W kolejnych latach plasowało się w dolnej części tabeli. W sezonie 2013/2014, w którym odniosło 18 zwycięstw w 34 spotkaniach, po raz pierwszy znalazło się w czołówce Bundesligi (6. pozycja). Wynik ten powtórzyło w sezonie 2014/2015, a w sezonie 2015/2016, w którym wygrało 22 z 32 meczów, zajęło 4. miejscem, tracąc do trzeciego THW Kiel 3. punkty. W sezonach 2016/2017 i 2017/2018 MT Melsungon kończyło rozgrywki Bundesligi na 7. pozycji.
W sezonie 2014/2015 MT Melsungen przystąpiło do gry w Pucharze EHF. Po wyeliminowaniu w kwalifikacjach francuskiego Fenix Toulouse i słowackiego Tatrana Preszów, trafiło do grupy D, w której odniosło pięć zwycięstw i z 1. miejsca awansowało do dalszej fazy. W ćwierćfinale przegrało z duńskim Skjern Håndbold (20:25; 23:28; gorszy bilans bramek zdobytych na wyjeździe), odpadając z dalszej rywalizacji. W sezonie 2016/2017 MT Melsungen ponownie przystąpiło do gry w Pucharze EHF. W 3. rundzie eliminacji pokonało chorwacki RK Zamet, następnie odniosło cztery zwycięstwa w fazie grupowej i z 1. pozycji awansowało do dalszej fazy. W 1/4 finału, rozegranej 22 i 29 kwietnia 2017, przegrało z francuskim Saint-Raphaël Var Handball (26:30; 23:31).

## Sukcesy
- Bundesliga:
  - 4. miejsce: 2015/2016
- Puchar EHF:
  - 1/4 finału: 2014/2015, 2016/2017[6]

## Kadra w sezonie 2022/2023
| Bramkarze - 1. Adam Morawski - 16. Nebojša Simić Rozgrywający - 5. Julius Kühn - 6. Finn Lemke - 7. Aidenas Malašinskas - 8 Agustín Casado - 19. Elvar Örn Jónsson - 27. André Gomes - 34. Kai Häfner - 55. Ivan Martinović - 94. Domagoj Pavlović | Skrzydłowi - 11. Dimitri Ignatow - 14. Ben Beekmann - 46. Julian Fuchs - 73. Timo Kastening - 77. David Mandić Obrotowi - 13. Rogério Moraes Ferreira - 21. Arnar Freyr Arnarsson - 30. Gleb Kalarash |

### Transfery
Transfery w sezonie 2023/2024
Przychodzą
- Dainis Krištopāns (Paris Saint-Germain Handball)

Odchodzą
- Agustín Casado (Veszprém KSE)

## Bilans w Bundeslidze

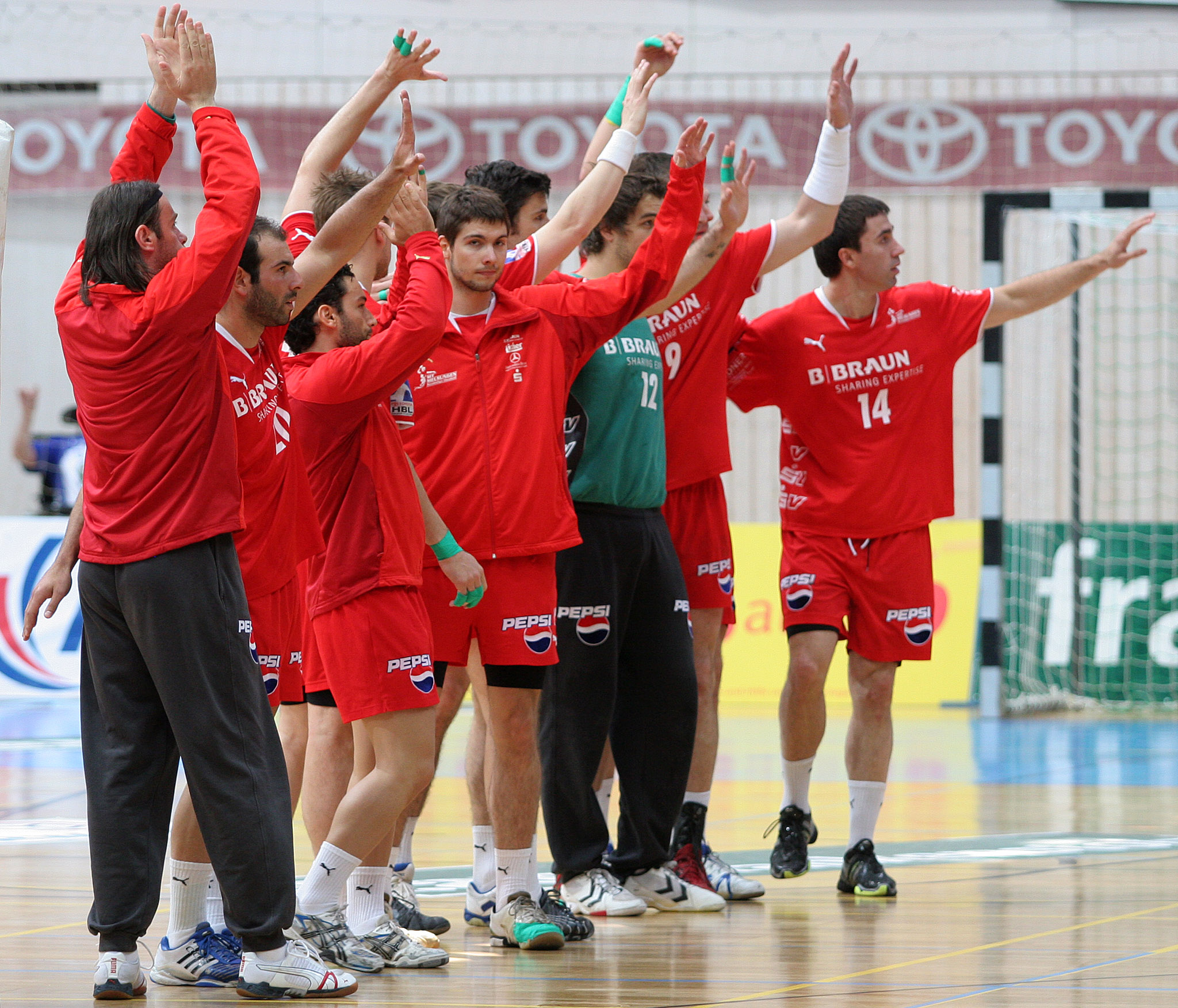
Zespół MT Melsungen (2009)

| Sezon                 | Miejsce | M   | W   | R  | P   | Bramki      |
| --------------------- | ------- | --- | --- | -- | --- | ----------- |
| 2005/2006             | 12.     | 34  | 11  | 2  | 21  | 963–1049    |
| 2006/2007             | 12.     | 34  | 10  | 0  | 24  | 959–1052    |
| 2007/2008             | 10.     | 34  | 13  | 3  | 18  | 1087–1175   |
| 2008/2009             | 11.     | 34  | 14  | 2  | 18  | 1092–1112   |
| 2009/2010             | 12.     | 34  | 11  | 1  | 22  | 952–1046    |
| 2010/2011             | 13.     | 34  | 9   | 4  | 21  | 879–982     |
| 2011/2012             | 10.     | 34  | 12  | 6  | 16  | 947–993     |
| 2012/2013             | 10.     | 34  | 14  | 5  | 15  | 945–947     |
| 2013/2014             | 6.      | 34  | 18  | 4  | 12  | 994–980     |
| 2014/2015             | 6.      | 36  | 18  | 4  | 14  | 1060–997    |
| 2015/2016             | 4.      | 32  | 22  | 3  | 7   | 910–825     |
| 2016/2017             | 7.      | 34  | 18  | 2  | 14  | 947–924     |
| 2017/2018             | 7.      | 34  | 19  | 3  | 12  | 952–887     |
| Razem                 | Razem   | 442 | 189 | 39 | 214 | 12687–12969 |
| Źródło: 1. Bundesliga |         |     |     |    |     |             |